# Kamienny most nad Sornin w Charlieu
Kamienny most nad Sornin w Charlieu – most wybudowany przed 1432 rokiem w Charlieu we Francji. Od 1938 roku posiada status monument historique, w kategorii classé MH (zabytek o znaczeniu krajowym).

## Lokalizacja
Most jest zlokalizowany na terenie miejscowości Charlieu, w departamencie Loara, w regionie Auvergne-Rhône-Alpes.

## Opis i historia
Dokładna data budowy mostu nie jest znana. Pierwsza wzmianka pojawia się w 1432 roku. W 1733 roku dokonano napraw. W 1861 roku poszerzono most. W 1938 roku wzmocniono południowe filary.    

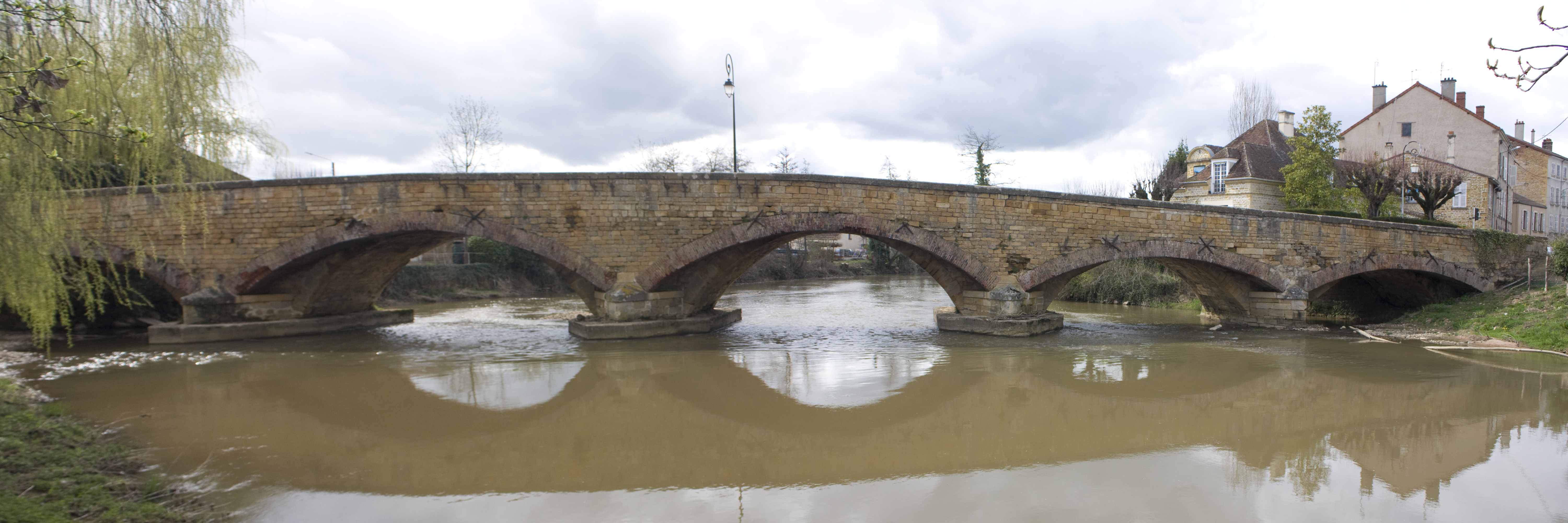
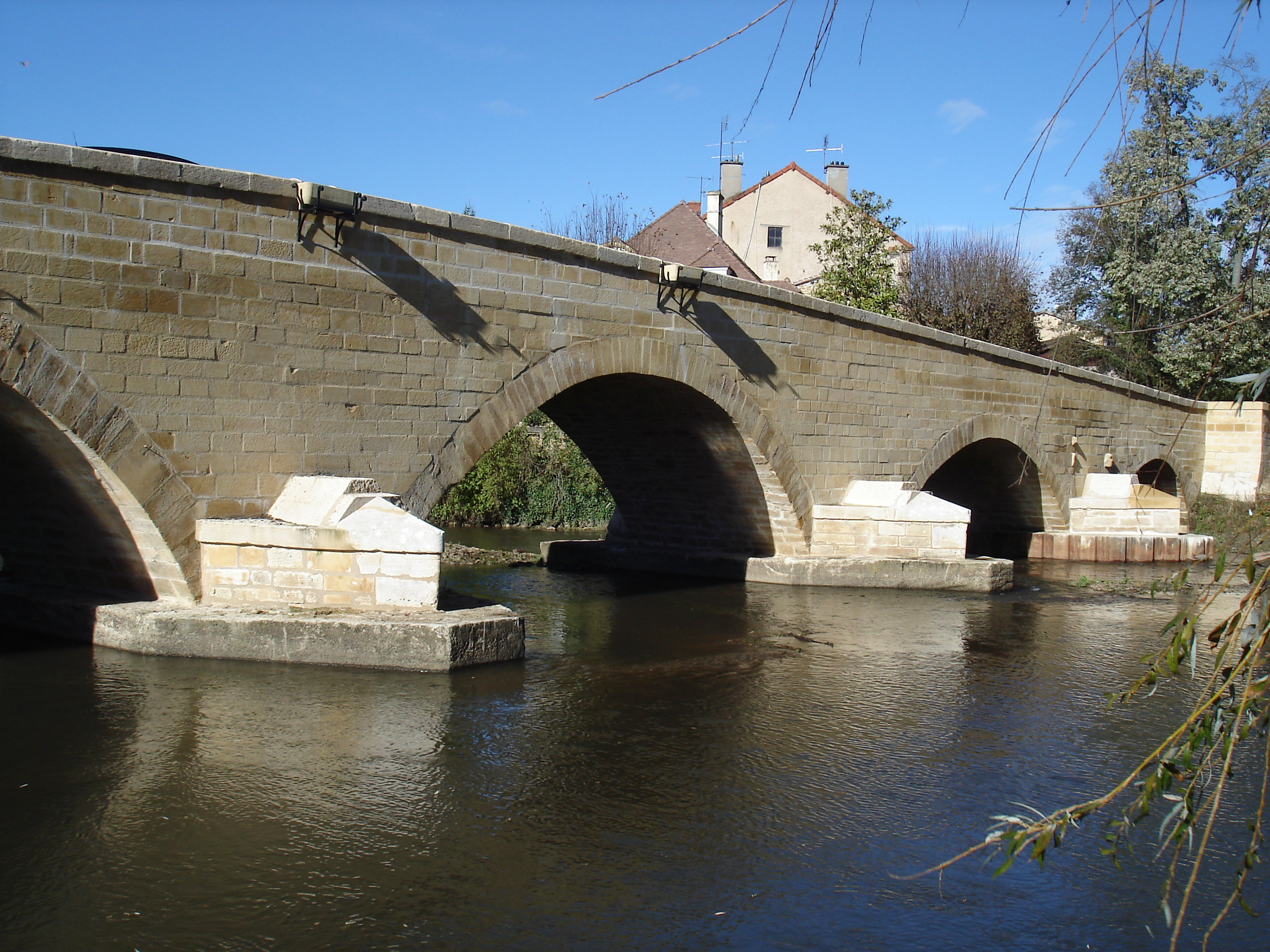
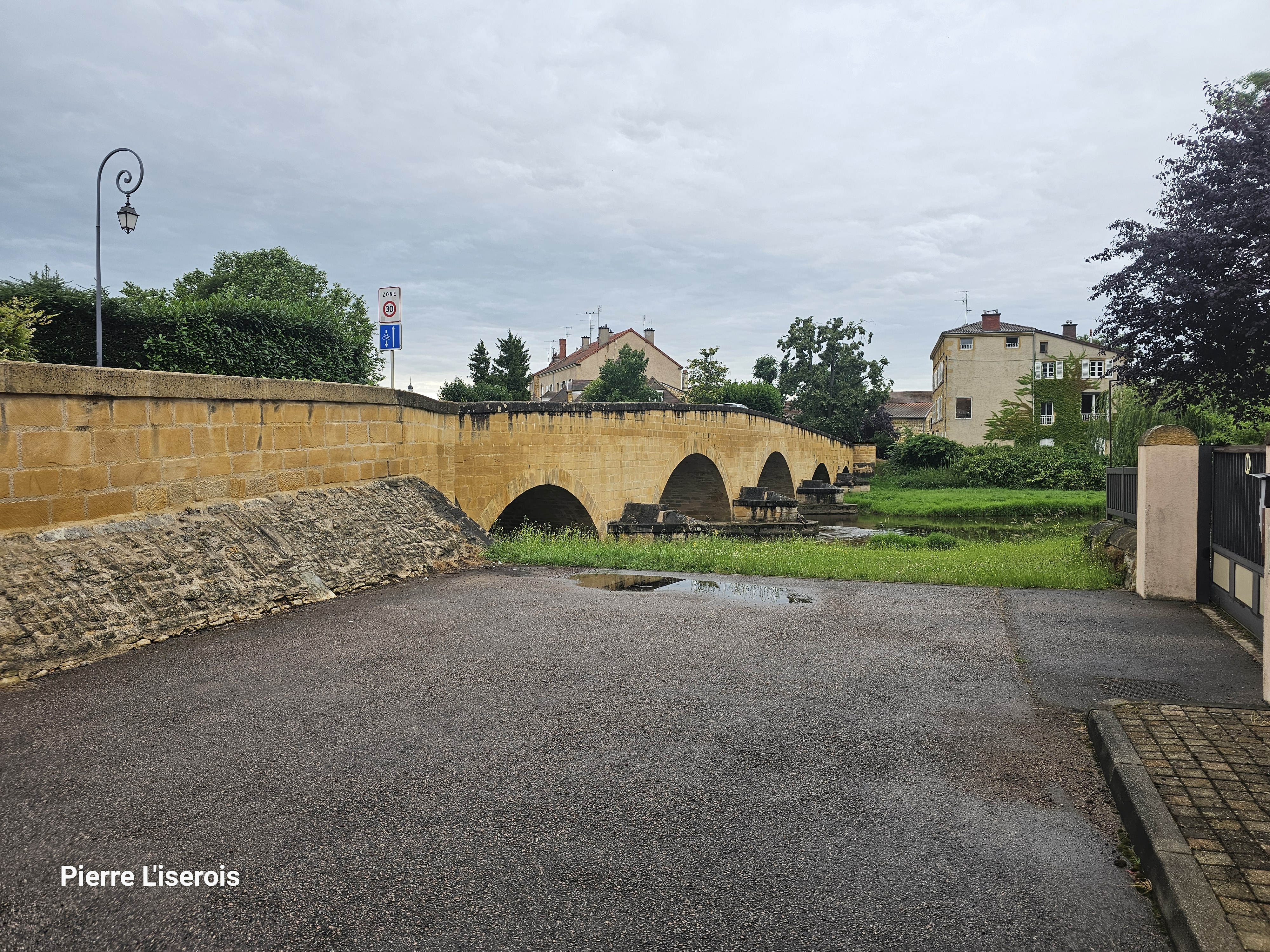